# Манжара Дмитро Іванович
Дмитро Іванович Манжара (9 листопада 1885, місто Білопілля Харківської губернії, тепер Сумської області — розстріляний 1938, місто Ташкент, тепер Узбекистан) — радянський діяч, голова Центральної контрольної комісії КП(б) Узбекистану, народний комісар робітничо-селянської інспекції Узбецької РСР, член ЦВК СРСР. Член Центральної контрольної комісії ВКП(б) у 1924—1934 роках. 

## Біографія
Народився в родині залізничника. Закінчив один клас міського училища.
Працював підручним слюсаря, потім слюсарем на різних підприємствах півдня Росії. Брав участь у роботі соціал-демократичних гуртків міста Білопілля. З 1909 року працював слюсарем Головних залізничних майстерень міста Ташкента і вів пропагандистську роботу в нелегальному соціал-демократичному гуртку. За революційну пропаганду був заарештований та засланий в Іркутську губернію.
Член РСДРП(б) з вересня 1917 року.
У 1917 році обраний головою «Союзу робітників» Бородінських майстерень Ташкента та членом Ташкентської ради. У вересні 1917 року був одним із керівників страйку ташкентських залізничників. Під час збройного повстання в Ташкенті в жовтні 1917 року Дмитро Манжара в складі загону Червоної гвардії брав участь у вуличних боях в Ташкенті.
З жовтня 1917 року — член Ташкентського воєнно-революційного комітету, голова комісаріату 8-го району Ташкентської залізниці.
У 1918 році — голова районного комітету Спілки залізничників у Ташкенті, член Ташкентського міського комітету КП(б) Туркестану, член виконавчого комітету Ташкентської ради.
З 1918 року — комісар комуністичної роти, що воювала на Актюбінськом фронті РСЧА. У січні 1919 року був одним з активних учасник придушення «Осиповського заколоту» в Ташкенті.
З січня 1919 року — заступник голови Тимчасового військово-революційного комітету Туркестанської АРСР.
У липні 1919 року воював у лавах Червоної армії.
З 1919 року — секретар 3-го Залізничного районного комітету КП(б) Туркестану в Ташкенті, член та секретар Туркестанської крайової ради профспілок. У 1920—1921 роках — голова Спілки робітників Середньоазіатської залізниці.
З 1921 року — завідувач організаційно-інструкторського відділу ЦК КП(б) Туркестану.
У 1923—1924 роках — уповноважений ЦК КП(б) Туркестану по залізничному транспорту.
З травня 1924 року —народний комісар робітничо-селянської інспекції Туркестанської АРСР, уповноважений Народного комісаріату праці СРСР по Середній Азії.
18 листопада 1924 — 13 лютого 1925 року — член Революційного комітету Узбецької РСР.
У 1924—1927 роках — народний комісар робітничо-селянської інспекції Узбецької РСР.
Одночасно, 12 лютого 1925 — 1927 року — голова Центральної контрольної комісії КП(б) Узбекистану.
1 січня 1926 — 2 грудня 1927 року — кандидат у члени Президії Центральної контрольної комісії ВКП(б).
У 1927—1931 роках — уповноважений Центральної контрольної комісії ВКП(б) — Народного комісаріату робітничо-селянської інспекції СРСР по Середній Азії.
У 1933—1937 роках — заступник голови Центрального виконавчого комітету Узбецької РСР.
Одночасно з 13 березня по 26 вересня 1934 року — голова ЦК Міжнародної організації допомоги борцям революції Узбецької РСР. З 22 березня 1934 року працював відповідальним редактором журналу «Радянське будівництво і право». З 28 квітня 1934 року був заступником голови Центральної ювілейної комісії з підготовки святкування 10-річчя Узбецької РСР. З 11 жовтня 1934 року — голова Центральної виборчої комісії Узбецької РСР. У 1937 році — уповноважений Комісії партійного контролю ЦК ВКП(б) по Узбецькій РСР.
Автор низки книг і науково-історичних досліджень: «Революційний рух в Середній Азії. 1905—1920-ті роки», «Боротьба за владу Рад» та інші.
У вересні 1937 року заарештований органами НКВС. Засуджений Воєнною колегією Верховного суду СРСР 1938 року до страти, розстріляний в Ташкенті.
Посмертно реабілітований.

## Нагороди
- орден Червоного Прапора
- орден Трудового Червоного Прапора
- Почесна грамота РВР Туркестанського фронту